# 1907 în științifico-fantastic
- 1906 în științifico-fantastic — 1907 în științifico-fantastic — 1908 în științifico-fantastic

1907 în științifico-fantastic a implicat o serie de evenimente:

## Nașteri și decese

### Nașteri
- Carl Calcum, Pseudonimul lui Karl August Lohausen (d. ?)
- Catherine Crook de Camp (d. 2000)
- Lyon Sprague de Camp (d. 2000)
- Daphne du Maurier (d. 1989) („Păsările”)
- Gennadi Gor (d. 1981)
- Robert A. Heinlein (d. 1988) (alături de Isaac Asimov și Arthur C. Clarke, a fost cunoscut ca unul dintre "Cei Trei Mari" din science fiction)
- Walther Kegel (d. 1945)
- Richard S. Shaver (d. 1975)
- Nikolai Trublaini (d. 1941)
- Robert Moore Williams (d. 1977)
- Konstantin Wolkow (d. ?)

### Decese
- Robert Cromie (n. 1855)
- Max Haushofer Jr. (n. 1840)
- Charles Howard Hinton (n. 1853)
- Otto von Leixner (n. 1847)

## Cărți

### Romane
- Before Adam de Jack London, foileton în 1906, publicat în volum în 1907
- Lord of the World de Robert Hugh Benson
- Through the Eye of the Needle de William Dean Howells
- Războiul în văzduh de H. G. Wells

## Filme

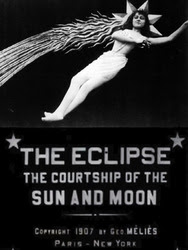
Afișul filmului L'éclipse du soleil en pleine lune

| Titlu                              | Regizor        | Distribuție    | Țara   | Sub-Gen /Note |
| ---------------------------------- | -------------- | -------------- | ------ | ------------- |
| 20.000 Lieues Sous les Mers        | Georges Méliès | Georges Méliès | Franța | Film scurt    |
| L'éclipse du soleil en pleine lune | Georges Méliès | Georges Méliès | Franța | Film scurt    |
|                                    |                |                |        |               |